# 天玉丼

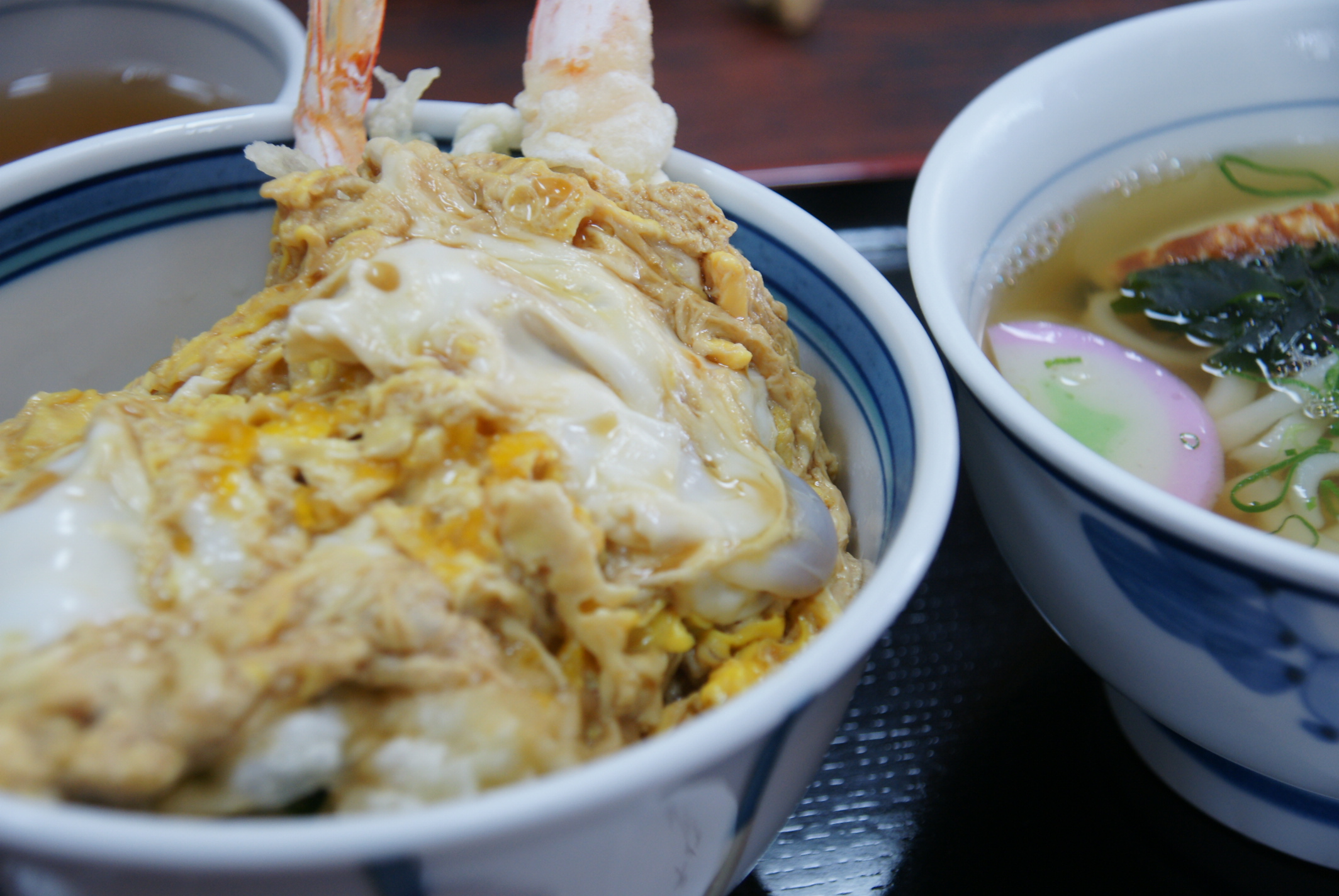
天玉丼の一例

天玉丼（てんたまどん、てんたまどんぶり）とは、飯の上に、玉子とじにした天ぷらを載せた丼物の一種。天ぷら玉子とじ丼や天とじ丼といった呼称もある。

## 概要
天ぷらをカツ丼や親子丼のように割下で煮て溶き卵でとじる。使用される天ぷらはえび天やかき揚げなど様々である。かき揚げを使うときは「かき揚げ玉子とじ丼」や「かき玉丼」と呼ばれたりすることもある。
天かすを使うものはたぬき丼、油揚げの甘煮を用いたものは衣笠丼とも呼ぶ。
山田うどんでは、かき揚げの天玉丼を『かき揚げ丼』として提供している。